# Герб Лурда
Герб Лурда — офіційний символ французького міста Лурд, одного з найбільших паломницьких центрів Європи.

## Опис
У верхній частині на високій срібній скелі (пагорб Биу) зображена червона фортеця з трьома чорними вежами та золотими вінцями на них. Над середньою вежею зображений орел, який летить і тримає в золотому дзьобі срібну рибину. У нижній частині зображено сім срібних гір, оточених долиною Лаведан, а посеред долини протікає стрімка річка Ґава.
Зображення герба походить від легенди про заснування міста. У VIII ст. на території міста знаходилася фортеця, що належала сарацинам. Згідно з легендою, орел, що пролітав над фортецею під час її облоги військом французького короля Карла Великого, тримав у кігтях рибу, яку раптово випустив. Мудрий вождь сарацинів Мірат підняв рибину й передав у подарунок Карлу Велткому. Король зрозумів значення цього подарунку як запевнення, що в сарацинів ще є багато продуктів, і облога може затягтися, тому наказав її зняти. Згодом Мірат, а разом із ним усе його військо, вирішили прийняти християнство. Мірат після прийняття Тайни Хрещення отримав ім'я Лорус. З часом ця назва перейшла й на місто.